# 前浜駅
前浜駅（まえはまえき）は、長崎県松浦市調川町平尾免にある、松浦鉄道西九州線の駅である。

## 歴史
- 1990年（平成2年）3月10日：松浦鉄道西九州線の駅として新設[1][2]。

## 駅構造
単式ホーム1面1線を有する地上駅。
無人駅。駅舎は無いが、待合室とトイレが設置されている。

## 利用状況
1日平均乗車人員は以下の通り。
| 乗車人員推移 | 乗車人員推移 |
| 年度         | 1日平均人数  |
| ------------ | ------------ |
| 1998         | 40           |
| 1999         | 30           |
| 2000         | 41           |
| 2001         | 45           |
| 2002         | 36           |
| 2003         | 32           |
| 2004         | 32           |
| 2005         | 32           |
| 2006         | 23           |
| 2007         | 26           |
| 2008         | 17           |
| 2009         | 27           |
| 2010         | 26           |

## 駅周辺
ホームからは直接見えないが海のすぐ傍にあり、波の音が聞こえる場合もある。山側には市営住宅がある。
- 前浜簡易郵便局
- 松浦市水産加工団地
- 国道204号

## 隣の駅
松浦鉄道
■西九州線
鷹島口駅 - 前浜駅 - 調川駅